# Denis Parsons Burkitt

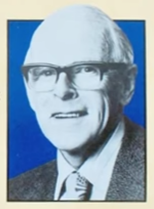
Denis Parsons Burkitt

Denis Parsons Burkitt (* 28. Februar 1911 in Enniskillen, Grafschaft Fermanagh, Nordirland; † 23. März 1993 in Gloucester, England) war ein britisch-nordirischer Chirurg und Tropenmediziner. Bekannt geworden ist Burkitt vor allem durch die Erstbeschreibung des nach ihm benannten malignen Lymphoms („Burkitt-Lymphom“) und seine Forschung zu Ballaststoffen in der Nahrung.

## Leben
Burkitt wurde als Sohn eines Ingenieurs in einer protestantischen nordirischen Familie geboren. Durch die Familie wurde er tief religiös geprägt. Die Jugendzeit verlebte er in Nordirland. Im Alter von elf Jahren kam es zu einem folgenschweren Unfall, als er bei einer tätlichen Auseinandersetzung mit Schulkameraden derart schwer am rechten Auge verletzt wurde, dass er auf diesem Auge dauerhaft erblindete. Nach dem Schulabschluss nahm er 1929 zunächst ein Ingenieursstudium am Trinity College in Dublin auf. Möglicherweise unter dem Einfluss seines Onkels, eines Tropenmediziners in Kenia, wechselte er jedoch nach kurzer Zeit zur Medizin und schloss das Studium 1935 ab. Er begann eine Ausbildung zum Chirurgen zunächst am Royal College of Surgeans in Edinburgh. Seine Bewerbungen für eine Stelle in den britischen Kolonien verliefen zunächst erfolglos, weil man für einen einäugigen Chirurgen keine Verwendung zu haben meinte. Nach Ausbruch des Zweiten Weltkriegs wurde jedoch jeder Mann gebraucht und Burkitt wurde Militärarzt im Royal Army Medical Corps der britischen Armee und diente von 1943 bis 1945 im damaligen Britisch-Ostafrika (Kenia, Uganda), wo er es bis zum Rang eines Majors brachte.
1966 verließ Burkitt Afrika wieder und zog nach England zurück. 1972 erhielt er den Albert Lasker Award for Clinical Medical Research und den Paul-Ehrlich-und-Ludwig-Darmstaedter-Preis, 1973 einen Gairdner Foundation International Award, 1982 den Charles S. Mott Prize, 1992 die Buchanan Medal der Royal Society und 1993 den Bower Award and Prize for Achievement in Science des Franklin Institute. Seit 1989 war er Mitglied der Académie des sciences.

## Entdeckung des Burkitt-Lymphoms in Ostafrika

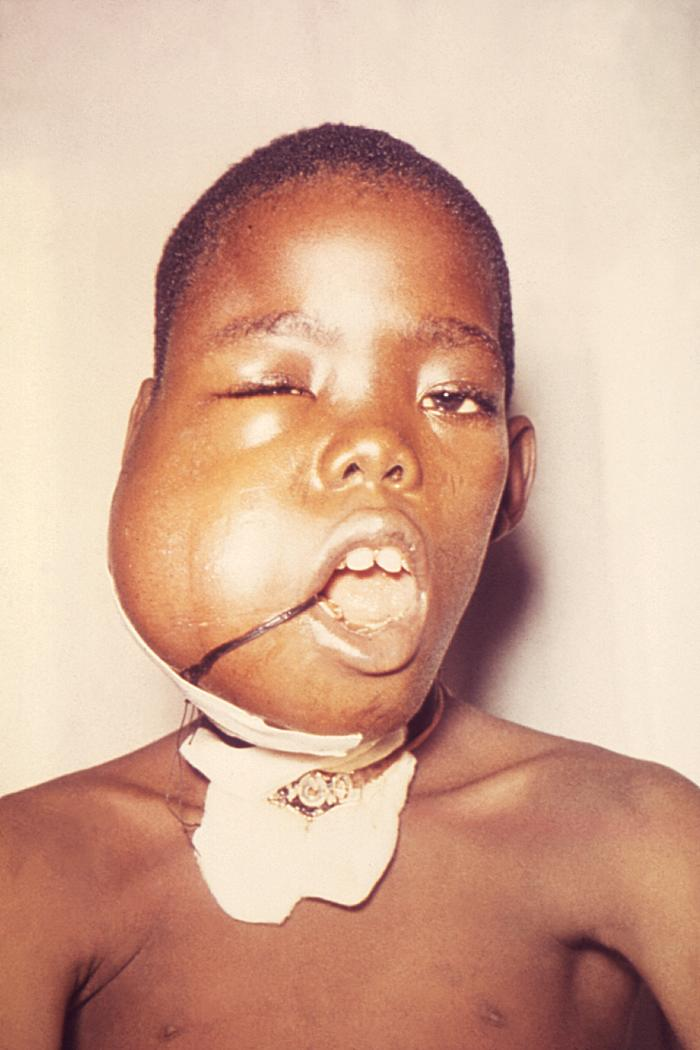
Afrikanisches Kind mit (unbehandeltem) Burkitt-Lymphom im Bereich des Unterkiefers

Nachdem er im Krieg seine Einsatzfähigkeit unter Beweis gestellt hatte, wurde er in den britischen Kolonialdienst übernommen und arbeitete zunächst ab 1946 als Arzt in Uganda. 1957 wurde ihm ein fünfjähriger Junge vorgestellt, der an einer massiven Schwellung im Gesichtsbereich litt. In der darauffolgenden Zeit sah er immer wieder Patienten mit diesen Symptomen. Die Erkrankung war durch einen sehr raschen Verlauf gekennzeichnet und die Patienten (meist Kinder) verstarben innerhalb weniger Tage bis Wochen.
Burkitt erkannte, dass es sich um eine neue Art von Tumor handelte und reiste mit Mitarbeitern durch ganz Ostafrika, um weitere Fälle zu sehen und um die Natur dieser Erkrankung genauer zu untersuchen. Burkitt erkannte dabei durch seine systematischen Untersuchungen, dass die Erkrankung praktisch nur in den Klimazonen auftrat, in denen auch die Malaria zu finden war. Es stellte sich heraus, dass es sich bei der Erkrankung um ein malignes Lymphom handelte, das später so benannte Burkitt-Lymphom.
Burkitts Forschungen in Ostafrika stießen zunächst nicht auf übermäßiges Interesse in Europa. 1961 hörte jedoch der englische Virologe Anthony Epstein in London einen Vortrag Burkitts und begann sich daraufhin mit dem Burkitt-Lymphom zu beschäftigen. 1964 gelang ihm zusammen mit seinen Mitarbeitern Yvonne Barr und Bert Achong die Isolierung eines neuen Virus aus einer Burkitt-Lymphom-Zelllinie, dem später so benannten Epstein-Barr-Virus.

## Burkitts Ballaststoff-Hypothese
In den sechziger Jahren beobachtete Burkitt (zusammen mit Hugh Trowell), dass afrikanische Ureinwohner größere Stuhlmengen als Europäer zeigten und führte dies auf einen größeren Anteil an Ballaststoffen in der Nahrung zurück. Burkitt war der Meinung, dass eine ballaststoffarme Nahrung Ursache von Krankheiten, insbesondere Krebs wäre. Seine Ansichten führten zur Lehrmeinung, dass Ballaststoffe generell gesundheitsfördernd wären. Auch wenn zunächst Kritik an dieser Hypothese geäußert wurde, zeigen Studienergebnisse in der Tat einen gesundheitsförderlichen Einfluss von Ballaststoffen vor allem auf Herz-Kreislauf-Erkrankungen, Übergewicht, Typ-2-Diabetes, sowie kolorektalen Tumoren.
Die Deutsche Gesellschaft für Ernährung empfiehlt daher auf Basis von aktuellen Studien den Verzehr von etwa 30 g Ballaststoffen pro Tag. Für diese Menge zeigen sich protektiven Effekte. So geht eine höhere Ballaststoffzufuhr einher mit einer Verminderung des allgemeinen Sterblichkeitsrisikos und vermindert das Risiko an kardiovaskulären Erkrankungen oder Krebs zu sterben. Auch für Diabetes Typ 2, Adipositas, Cholesterinspiegel, Bluthochdruck, Kolonkrebs und Brustkrebs zeigen sich positive Effekte.